# Giraudia plana
Giraudia plana är en stekelart som först beskrevs av Léon Abel Provancher 1874.  Giraudia plana ingår i släktet Giraudia och familjen brokparasitsteklar. Inga underarter finns listade i Catalogue of Life.